# Канатна дорога Бергама — Акрополь
39°07′32″ пн. ш. 27°11′22″ сх. д. / 39.1255° пн. ш. 27.189305555556° сх. д.
Канатна дорога Бергама — Акрополь (тур. Bergama Akropol Teleferik) — двостанційний гондольний підйомник в районі Бергама провінції Ізмір на заході Туреччини, який обслуговує сусідню пам'ятку археології Акрополь. 
Лінія завдовжки 700 м управляється «Akropolis Teleferik Inc».
Бергама розташована на місці стародавнього Пергама та є туристичною пам'яткою. 
У 2005 році розроблено проєкт, зі сполучення Асклепіума у долині з Акрополем на вершині крутого пагорба на північ від Бергами 3-кілометровою канатною дорогою. 
Після відхилення цього проєкту відповідальним офіційним органом через занепокоєння щодо збереження історичного місця, альтернативний проєкт набагато коротшого маршруту між Акрополем і його підніжжям на північ від міста здобув схвалення у 2006 році. 
Доступ до Акрополя по вузькій дорозі на автобусі займає багато часу для туристів, а будь-яке розширення чинної дороги не дозволяється через археологічний статус місця. 

Гондольний підйомник побудовано італійською компанією «Leitner Ropeways Leitner Group» 
 
вартістю 6 млн євро та профінансовано місцевою турецькою компанією «Akropolis Teleferik Inc.» на базі будівництва–експлуатації–передачі на термін оренди 49 років. 

Лінія гондольного підйомника завдовжки 700 м з двома опорними вежами між терміналами, 

відкрита в середині травня 2010 року, офіційне відкриття відбулося 14 жовтня 2010 року. 
Кількість восьмимісних кабін збільшено з початкових дев'яти до п'ятнадцяти у 2013 році. 

Гондольний підйомник перевозив дев'ятьма кабінами щогодини до 1200 людей між базовою станцією на висоті 90 м НРМ до станції на висоті 330 м НРМ. 
Поїздка займає менше чотирьох хвилин. 
З жовтня 2013 року вартість проїзду знизилася з ₺ 10,00 до ₺ 8,00. 

## Технічні характеристики
- Довжина лінії: 700 м
- Перепад висот: 90–330 м
- Кількість станцій: 2
- Кількість кабін: 15 восьмимісних
- Тривалість подорожі: 4 хвилини
- Перевезення за годину: 1200 осіб
- Вартість проїзду: ₺ 8.00
- Станції:
  - Бергама 39°07′31″ пн. ш. 27°11′21″ сх. д. / 39.12528° пн. ш. 27.18917° сх. д.
  - Акрополь 39°07′52″ пн. ш. 27°11′10″ сх. д. / 39.13111° пн. ш. 27.18611° сх. д.